# Підводні човни типу XIV
Підводні човни типу XIV (нім. U-Boot-Klasse XIV) — клас військових кораблів з 10 великих підводних плавучих баз підводних човнів, що випускалися у часи Другої світової війни німецькими суднобудівельними компаніями Friedrich Krupp Germaniawerft, Deutsche Werke. Човни розроблялися шляхом модернізації океанських ПЧ типу IX-D і призначалися для постачання продовольством, паливом і боєкомплектом інших німецьких підводних човнів, що діяли на комунікаціях противника. Човни цього типу носили неофіційну назву «дійна корова» (нім. Milchkuh).

## Історія
Інженери побудували дизайн човнів цього типу на основі існуючого набагато більшого типу IXD, але скоротили його корпус і зробили йому набагато ширшу верхню палубу. Корпус також був глибшим і побудований з більш товстого металу, що дало йому ліпші можливості для занурювання, ніж човнам типів VII та IX. Щоб збільшити місткість ємностей для зберігання необхідних матеріалів і майна, з човна зняли торпедні апарати і торпедно-мінне озброєння, залишився тільки зенітні автоматичні гармати для самооборони: дві 37-мм гармати, одна у передній і одна в кормовій частинах мосту, і одна 20-мм гармата на кормовій платформі. Тип XIV поділяв багато спільних компонентів з типом VIIC, і міст був ідентичним типу IX.
Завдяки своїм великим розмірам, тип XIV міг поповнювати інші човни паливом (613 т), моторним маслом 13 т, чотирма торпедами та свіжими продуктами, які зберігалися в холодильних камерах. Крім цього, човни були обладнані пекарнями, щоб забезпечити екіпажі свіжим хлібом. Тип XIV також мав на борту лікаря та медичне устаткування для поранених і хворих моряків, і навіть мав камеру-карцер для перевезення двох моряків, на яких чекали дисциплінарні стягнення вдома. Вантаж перевозили на 6-метровому надувному човні та портативними кранами.
Дозаправлення та перевезення майна у відкритому морі становило дві великі проблеми. По-перше, для організації зустрічі у визначеному пункті рандеву було потрібно проводити радіообмін для врегулювання усіх питань. Ці повідомлення часто перехоплювалися союзниками за допомогою HFDF або шляхом зламування і подальшого розшифрування цих радіограм. До середини 1943 року практично всі заплановані зустрічі були заздалегідь відомі союзникам. По-друге, поповнення між човнами у морі займало багато часу і проводилося на поверхні. У цей момент човни були особливо вразливі, оскільки вони не могли пірнути, щоб уникнути нападів противника. Союзники, особливо американці, використали це з максимальною вигодою, що призвело до повного знищення човнів типу XIV для постачання. 
Врешті-решт усі десять човнів були затоплені авіацією та кораблями союзників у відносно короткі терміни. Через значну потребу у постачанні U-Boot, що діяли в Атлантиці, в експлуатацію був уведений тип IX, які забезпечували їх усім необхідним для довготривалих бойових походів.

## Підводні човни типу XIV
Позначення
| №  | Корабель | Закладено         | Спущено           | У строю           | Статус |
| -- | -------- | ----------------- | ----------------- | ----------------- | --- |
| 1  | U-459    | 22 листопада 1940 | 13 вересня 1941   | 15 листопада 1941 | 24 липня 1943 року затоплений у Біскайській затоці на відстані 120 миль від іспанського мису Ортегаль британським бомбардувальником «Веллінгтон»                                          |
| 2  | U-460    | 30 листопада 1940 | 13 вересня 1941   | 24 грудня 1941    | 4 жовтня 1943 року потоплений північніше Азорських островів глибинними бомбами «Евенджерів» та «Вайлдкетів» з ескортного авіаносця ВМС США «Кард»                                         |
| 3  | U-461    | 9 грудня 1940     | 8 листопада 1941  | 30 січня 1942     | 30 липня 1943 року потоплений у Біскайській затоці, північно-західніше мису Ортегаль австралійським «Сандерлендом»                                                                        |
| 4  | U-462    | 2 січня 1941      | 29 листопада 1941 | 5 березня 1942    | 30 липня 1943 року потоплений у Біскайській затоці британським «Галіфаксом» та британськими шлюпами «Врен», «Кайт», «Вудпекер», «Вайлд Гус» і «Вудкок»                                    |
| 5  | U-463    | 8 березня 1941    | 20 грудня 1941    | 2 квітня 1942     | 16 травня 1943 року потоплений у Біскайській затоці глибинними бомбами британського бомбардувальника «Галіфакс»                                                                           |
| 6  | U-464    | 18 березня 1941   | 20 грудня 1941    | 16 травня 1943    | 20 серпня 1943 року потоплений південно-східніше Ісландії американським літаючим човном «Каталіна»                                                                                        |
| 7  | U-487    | 31 грудня 1941    | 17 жовтня 1942    | 21 грудня 1942    | 13 липня 1943 року потоплений у Центральній Атлантиці п'ятьма «Евенджерами» та «Вайлдкетами» з ескортного авіаносця ВМС США «Кор»                                                         |
| 8  | U-488    | 3 січня 1942      | 17 жовтня 1942    | 1 лютого 1943     | 26 квітня 1944 року потоплений західніше Кабо-Верде американськими есмінцями «Фрост», «Г'юз», «Барбер» та «Сноуден»                                                                       |
| 9  | U-489    | 28 січня 1942     | 24 грудня 1942    | 8 березня 1943    | 4 серпня 1943 року потоплений південно-східніше Ісландії канадським «Сандерлендом» |
| 10 | U-490    | 21 лютого 1942    | 24 грудня 1942    | 27 березня 1943   | 12 червня 1944 року потоплений північно-західніше Азорських островів глибинними бомбами літаків з ескортного авіаносця ВМС США «Кроатан» та ескортних міноносців «Фрост», «Г'юс» та «Інч» |